# Campeonato Europeo de Baloncesto Femenino de 1983
El XIX Campeonato Europeo de Baloncesto Femenino se celebró en Miskolc, Zalaegerszeg y Budapest (Hungría) entre el 11 y el 18 de septiembre de 1983 bajo la denominación EuroBasket Femenino 1983. El evento fue organizado por la Confederación Europea de Baloncesto (FIBA Europa) y la Federación Húngara de Baloncesto.
Un total de doce selecciones nacionales afiliadas a FIBA Europa compitieron por el título europeo, cuyo anterior portador era el equipo de la Unión Soviética, vencedor del EuroBasket 1981. 
La selección de la Unión Soviética se adjudicó la medalla de oro al derrotar en la final al equipo de Bulgaria con un marcador de 70-91. En el partido por el tercer puesto el conjunto de Hungría venció al de Yugoslavia.

## Plantilla del equipo campeón
- Unión Soviética:

Ramunė Šidlauskaitė, Larisa Popova, Olesja Barel', Olga Yákovleva, Ol'ga Burjakina, Nadežda Šuvaeva, Uliana Semiónova, Ljudmyla Rogožyna, Elena Čausova, Ol'ga Sucharnova, Larisa Kurikša,Halina Savičkaja. Seleccionadora: Lidia Alekséyeva